# جرمی سیمز
جرمی سیمز (به انگلیسی: Jeremy Sims) (زاده ۱۰ ژانویهٔ ۱۹۶۶) بازیگر و کارگردان استرالیایی است.
از کارهای معروف او می‌توان به بازی در فیلم‌های گرما، شهر انتظار، جعبه احمق‌ها و سافاری در حال چرخش اشاره کرد.